# Monacanthomyia robertsi
Monacanthomyia robertsi är en tvåvingeart som beskrevs av James 1980. Monacanthomyia robertsi ingår i släktet Monacanthomyia och familjen vapenflugor. Inga underarter finns listade i Catalogue of Life.